# 福永正通
福永 正通（ふくなが まさみち、1941年8月9日 - 2018年3月8日）は、日本の地方公務員。東京都清掃局長、東京都副知事、東京都国民健康保険団体連合会理事長、東京メトロ代表取締役副社長を歴任。瑞宝中綬章受章。位階は正五位。

## 人物・経歴
1960年早稲田実業学校卒業。1964年早稲田大学法学部卒業。1970年東京都入庁。1972年台東区総務部税務課納税指導係長。1977年港区企画部予算課長。1979年港区企画部企画課長。1982年東京都総務局副主幹〈島しょ振興〉。1983年東京都総務局副主幹（復興対策連絡調整）。1985年東京都企画審議室調整部副参事。同年東京都情報連絡室報道部報道課長。1986年東京都情報連絡室報道部報道課長（統括）。1987年東京都総務局総務部庶務課長（統括）。1989年養育院老人医療センター事務長。1990年東京都情報連絡室参事（連絡調整担当）。1991年東京都総務局地域振興担当部長。1993年東京都総務局行政部長。1995年東京都総務局総務部長。1996年東京都清掃局長。1999年東京都副知事。2012年東京都国民健康保険団体連合会理事長。東京メトロ代表取締役副社長（社長補佐（総務部、広報部、財務部、管財部、情報システム部及び日比谷線列車脱線衝突事故被害者ご相談室担当）等も務めた。2014年 瑞宝中綬章受章。2018年 叙正五位。